# Нижнєяблучний
Нижнєяблучний (рос. Нижнеяблочный) — хутір у Котельніковському районі Волгоградської області Російської Федерації.
Населення становить 1174 особи. Входить до складу муніципального утворення Нижнєяблучне сільське поселення.

## Історія
Хутір розташований у межах українського історичного та культурного регіону Жовтий Клин.
Згідно із законом від 14 березня 2005 року № 1028-ОД органом місцевого самоврядування є Нижнєяблучне сільське поселення.

## Населення
| 2010 |
| ---- |
| 1174 |